# Internationale Seeschifffahrts-Organisation
Die Internationale Seeschifffahrts-Organisation (auch Weltschifffahrtsorganisation, kurz IMO von englisch International Maritime Organization) ist eine Sonderorganisation der Vereinten Nationen (UN) mit Sitz in London. Ihre Gründung wurde schon 1948 beschlossen, die mehrfach geänderte Satzung trat jedoch erst 1958 in Kraft, am 13. Januar 1959 nahm sie ihre Tätigkeit auf. Bis 1982 führte sie die Bezeichnung Zwischenstaatliche Beratende Seeschifffahrts-Organisation (englisch Inter-Governmental Maritime Consultative Organization, IMCO). Ihr gehören 176 Staaten als Vollmitglieder an (2024) sowie als assoziierte Mitglieder die Sonderverwaltungszonen Hongkong und Macau der Volksrepublik China sowie die staatsrechtlich zu Dänemark gehörigen Färöer. Die Bundesrepublik Deutschland trat am 7. Januar 1959 der IMO bei.

## Aufgaben und Finanzierung
Die IMO hat sich zum Ziel gesetzt:
- alle nicht rein wirtschaftlichen Angelegenheiten der Handelsschifffahrt international zu regeln
- die Meeresverschmutzung durch Schiffe[3] zu verringern und möglichst ganz zu verhüten
- die Schiffssicherheit sowie die Sicherheit der Seefahrt insgesamt zu verbessern

Das Motto der IMO lautet: „Sichere, geschützte und effiziente Schifffahrt auf sauberen Meeren“. Bis vor etwa zwei Jahren lautete das Motto „Sicherere Schiffe und sauberere Meere“. Die Arbeitssprachen der Organisation sind Englisch, Französisch und Spanisch, die weiteren Amtssprachen sind Arabisch, Chinesisch und Russisch.
Zur Durchsetzung ihrer Politik arbeitet sie mit anderen UN-Einrichtungen und nichtstaatlichen Organisationen zusammen, insbesondere im Umweltschutz und bei der Verbesserung der Lebens- und Arbeitsbedingungen der Seeleute. Seit ihrem Bestehen hat die IMO etwa 40 internationale Übereinkommen erarbeitet und regelmäßig aktualisiert, um ihre Ziele zu erreichen. Sie behandeln zum Beispiel die berufliche Befähigung und die Sicherheit der Schiffsbesatzungen (insbesondere das STCW-Übereinkommen), die Verhütung von Havarien (insbesondere das SOLAS-Übereinkommen), die Verhütung und Bekämpfung der Meeresverschmutzung durch Schiffe (MARPOL-Übereinkommen), verbesserte Such- und Rettungsmaßnahmen bei Seenot sowie Schutz vor Piraterie und Terrorismus (insbesondere der ISPS-Code als neues Kapitel XI-2 des SOLAS-Übereinkommens). Die nach Unterzeichnung, Ratifikation, Annahme oder Beitritt für den betreffenden Staat völkerrechtlich verbindlichen Übereinkommen werden ergänzt durch etwa 700 unverbindliche Entschließungen, Kodizes und Handbücher, deren Einhaltung die internationale Zusammenarbeit erleichtern.
Die Aufgaben der IMO werden durch das nach dem Prinzip der Gemeinnützigkeit arbeitende und als maritimer Berater und Forschungspartner seit 1971 tätige Nautical Institute inhaltlich unterstützt. 
Der Haushalt wird durch gestaffelte Mitgliedsbeiträge finanziert. Die Höhe der Einzelbeiträge richtet sich nach dem Anteil des jeweiligen Mitgliedstaates an der Welthandelstonnage; Hauptzahler sind (in dieser Reihenfolge) Panama, Liberia und die Bahamas.
Zur Verbesserung der Ausbildung und der technischen Zusammenarbeit wurde 1983 in Malmö/Schweden die Weltschiffahrts-Universität (World Maritime University) gegründet. Dieses Projekt wird von der schwedischen Regierung freiwillig mitfinanziert.
Der 1993 veröffentlichte und 1998 international in Kraft getretene International Safety Management Code gilt international als eines der weitreichendsten Instrumente, das die Internationale Seeschifffahrts-Organisation IMO bisher erarbeitet hat.
Für den jährlichen World Maritime Day gibt die IMO jeweils den Zeitrahmen und ein Motto vor. Als Day of the Seafarer hat die IMO den 25. Juni eines jeden Jahres festgelegt, um Wertschätzung und Dankbarkeit gegenüber den Seeleuten zum Ausdruck zu bringen.
Der seit 2010 begangene „Day of the Seafarer – Tag des Seefahrers“ als ein internationaler Aktionstag der IMO macht auch in Deutschland in Zusammenarbeit mit Experten z. B. von Gewerkschaften, Zivilgesellschaft, Kirchen und Deutsche Seemannsmission auf das weltweit auftretende Phänomen „Seafarer Fatigue“ mit seinen unterschiedlichsten Auswirkungen und Gefahren für Mensch und Meeresumwelt sowie auf die schwierigen Arbeitsbedingungen an Bord von Handelsschiffen aufmerksam und rückt die gesellschaftliche Dimension der Problematik „Erschöpfung tötet Seeleute“ sowie auch daher zu beachtende Rechtsgrundlagen wie das internationale Seearbeitsübereinkommen „Maritime Labour Convention“ (MLC) zunehmend in das öffentliche Bewusstsein.

## Organe
- Der Versammlung (Assembly) gehören alle Mitgliedstaaten an. Sie tagt zweijährlich im November und legt das Arbeitsprogramm und den Haushalt der Organisation fest.
- Der Rat (Council) besteht derzeit (2025) aus 40 Mitgliedern, die ein besonderes Interesse an der Seeschifffahrt haben. Er tagt zwischen den Versammlungen.
- Dem Schiffssicherheitsausschuss (Maritime Safety Committee) gehören alle Mitglieder an. Er befasst sich nach Bedarf mit technischen Sicherheitsfragen.
- Der Rechtsausschuss (Legal Committee) erarbeitet hauptsächlich die seerechtlichen Normen und Kodizes.
- Der Ausschuss für technische Zusammenarbeit (Technical Co-operation Committee) befasst sich mit Projekten zur Unterstützung von Entwicklungsländern.
- Der Ausschuss für den Schutz der Meeresumwelt (Maritime Environment Protection Committee, MEPC) wurde 1973 gegründet und befasst sich mit den wachsenden Problemen der Meeresverschmutzung. Er/es fungiert als Vertragsstaatenkonferenz, die Modifikationen und Ergänzungen an der MARPOL beschließen kann.
- Der Ausschuss für die Erleichterung des internationalen Seeverkehrs (Facilitation Committee) wurde 1991 für Fragen der Vereinheitlichung und Vereinfachung der Abfertigung von Schiffen, Fahrgästen und Ladungen in fremden Häfen gegründet. Seit 2008 ist er formell institutionalisiert.[9]
- Das Sekretariat bildet ein etwa 300-köpfiges Verwaltungsorgan; er wird durch den Generalsekretär der IMO geführt.

### Generalsekretär
Der aktuelle Generalsekretär ist Arsenio Dominguez (Panama). Seine Amtszeit begann am 1. Januar 2024. Er wurde im Juli 2023 vom Rat gewählt und im Dezember 2023 von der Vollversammlung bestätigt.
| Herkunftsland          | Name                              | Amtszeit  |
| ---------------------- | --------------------------------- | --------- |
| Dänemark               | Ove Nielsen                       | 1959–1961 |
| Vereinigtes Königreich | William Graham*                   | 1961–1963 |
| Frankreich             | Jean Roullier                     | 1963–1967 |
| Vereinigtes Königreich | Colin Goad                        | 1968–1973 |
| Indien                 | Chandrika Prasad Srivastava       | 1974–1989 |
| Kanada                 | William O’Neil                    | 1990–2004 |
| Griechenland           | Efthimios Mitropoulos             | 2004–2011 |
| Japan                  | Kōji Sekimizu                     | 2012–2015 |
| Südkorea               | Kitack Lim                        | 2016–2023 |
| Panama                 | Arsenio Antonio Dominguez Velasco | ab 2024   |

* William Graham war nach dem Tod Ove Nielsens bis zum Ende der vorgesehenen Amtszeit kommissarischer Generalsekretär.

## Mitgliedsländer
176 Länder sind Vollmitglieder; 3 Länder sind assoziierte Mitglieder.
Im Weiteren gibt es viele zwischenstaatliche Organisationen mit Beobachterstatus und NGOs mit Konsultativstatus.

## Kritik
Mehrere Untersuchungen warfen der IMO vor, dass Wirtschaftsverbände einen zu großen Einfluss  auf die Organisation hätten. Die Wirtschaftslobby würde auch über die Abgesandten der Länder Einfluss nähmen. Eine Untersuchung des Europäischen Parlaments im Jahr 2016 bezeichnete die Entscheidungsfindung in der IMO als schwerfällig und von Konflikten geprägt (Wirtschaft gegen Umwelt, Entwicklungsländer gegen Industrieländer). Ein Bericht von Transparency International kritisierte 2018 die Wirtschaftsnähe und teilweise fehlende Transparenz. Als Reaktion beschloss der Rat der IMO, eine Arbeitsgruppe zur Reform der Struktur zu gründen. Ein Kommentator in der Deutschen Verkehrs-Zeitung nannte die IMO im Juni 2023 weiterhin „dysfunktional“. Sie habe eine zu große Wirtschaftsnähe, und sei nicht in der Lage, als Regulierer auf mehr Klimaschutz in der Seeschifffahrt hinzuwirken. Die großen Flaggenstaaten Panama, Liberia und die Marshallinseln hätten durch die Struktur der IMO so viel Einfluss, dass sie unliebsame Veränderungen an deren Arbeit verhindern könnten.